# テニスコートの殺人
『テニスコートの殺人』（テニスコートのさつじん、原題：The Problem of the Wire Cage）は、アメリカの推理作家ジョン・ディクスン・カーによる推理小説。創元推理文庫の旧題は『テニスコートの謎』。発表は1939年。ギディオン・フェル博士ものの長編第11作目にあたる。

## 解説
本作は、カーター・ディクスン名義の『白い僧院の殺人』や『貴婦人として死す』等と同様、いわゆる「足跡のない殺人」を扱った作品である。作者作品に多い超自然や怪奇趣味などの道具立ては本作には見られない。なお、本作にはこの「足跡のない殺人」のほかに2番目の殺人も描かれているが、作者は「2番目の殺人は出来が悪いだけでなく、非論理的で稚拙だと素直に認める」とし、「この作品は中篇小説にすべきだったのに、私は引き延ばすため、無理に別の殺人を持ち出さねばならなかった」と批評家への手紙に書いている。

## あらすじ
ブレンダ・ホワイトは、１か月後に婚約者フランク・ドランスとの結婚を控えていた。フランクのおじで彼を養子にしたジェリー・ノークスは、フランクとブレンダが結婚すれば共同で5万ポンドを相続するという遺言書を残して世を去った。ノークスとブレンダの亡き父親の古くからの友人で、ブレンダの後見人でもあるヤング博士は、2人の結婚を待ち望んでいた。一方、ブレンダを愛する青年弁護士ヒュー・ローランドは、彼女に金目当ての結婚をやめるよう説得していた。
そんな2人とフランク、近所に住む未亡人キティ・バンクロフトがヤング邸のテニスコートでテニスをしている最中、猛烈な雷雨に襲いかかられて試合を中断し、それぞれ帰途に着いた。ところが、車がパンクしてタイヤ交換をしたヒューが空気入れを借りようと引き返したところ、テニスコートの傍らにブレンダが立っており、ぬかるんだテニスコートの真ん中でフランクの絞殺死体が転がっていた。そして、ぬかるみの中に残されていた足跡は、フランク自身の片道分と、ブレンダがフランクの死体に駆け寄って戻って来た往復分しかなかった。状況はブレンダ以外に犯人が考えられないが、無実を主張する彼女を信じたヒューは、それがブレンダの足跡であれば深すぎるという偶然生じた矛盾を利用して、2人は偶然死体を発見したかのように装うことにした。
一方、その日の午前にヤング邸を訪れたスコットランド・ヤード犯罪捜査部のハドリー首席警視はヤング博士に、フランクが誘惑したマッジ・スタージェスというドレスショップの元店員が自殺未遂し、その原因がフランクにあり、マッジの恋人である劇場の芸人、アーサー・チャンドラーがフランクに復讐するおそれがあることを警告していた。フランクとブレンダの結婚を望んでいたヤング博士は、その邪魔をしようとしていたヒューを目の敵にし、彼の犯行を主張してそのトリックを説明するが、ハドリーはそのトリックこそ曲芸師であるチャンドラーが行ったものとして彼を逮捕しようとする。
ブレンダを救いたい一心で偽りの証言をしたヒューだが、それによってチャンドラーが無実の罪に問われることは望まず、ブレンダと2人で劇場にチャンドラーに会いに行く。そこで2人は、チャンドラーからブレンダがまさにフランクの死体に駆け寄ろうとしている、フランクの足跡しかない写真を見せられる。それはブレンダが無実であることを証明するとともに、誰にも犯行が不可能であることを示していた。そしてその直後、空中ブランコの練習中にチャンドラーが何者かに射殺される。劇場内にいた誰にも犯行機会はなく、事件の前後に劇場から出て行ったものもいないため、誰にも犯行が不可能であった。
この2つの不可能犯罪の謎を、ギディオン・フェル博士が解明する。

## 主な登場人物
ヒュー・ローランド
事務弁護士
ブレンダ・ホワイト
ヒューが思いを寄せる女性
フランク・ドランス
ブレンダの婚約者
ニコラス（ニック）・ヤング
ブレンダの後見人
キティ・バンクロフト
ヤング邸の近所の寡婦
マライア・マーテン
ヤング邸の使用人
マッジ・スタージェス
ドレスショップの元店員
アーサー（アーチー）・チャンドラー
マッジの恋人
デヴィッド・F・ハドリー
スコットランド・ヤード犯罪捜査部首席警視
ギディオン・フェル博士
探偵